# Hamburg Dammtor
Hamburg Dammtor – dworzec kolejowy w Hamburgu, w Niemczech. Obsługuje około 43 tys. pasażerów dziennie i jest trzecim co do wielkości dworcem kolejowym w Hamburgu.